# 基圖伊郡

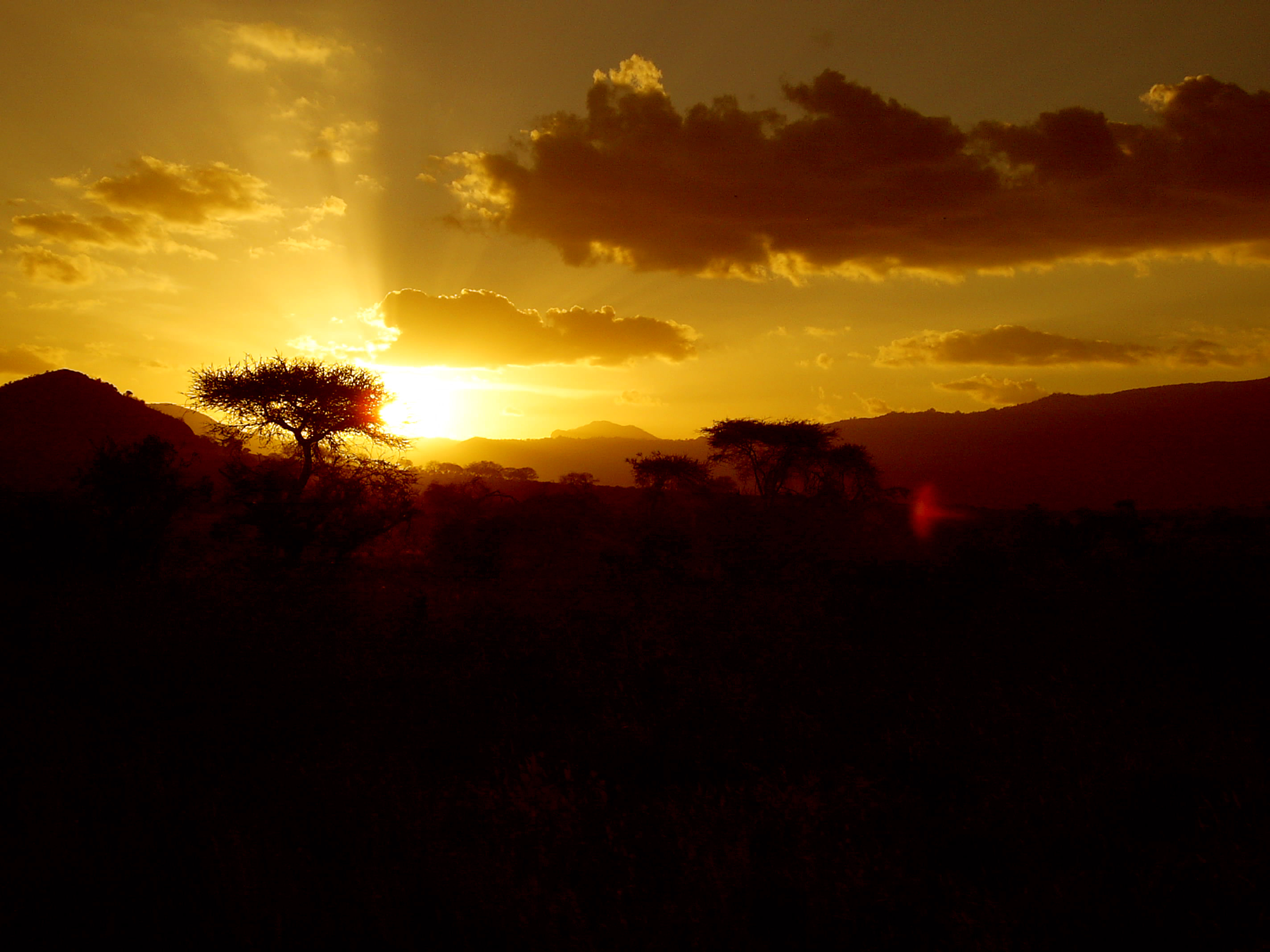

基圖伊郡，是肯尼亞的一個郡，位於該國東部，由東部省負責管轄，首府設於基圖伊，始建於2013年3月4日，面積24,385平方公里，2009年人口1,012,709，人口密度每平方公里41.53人。
1°29′S 38°23′E / 1.483°S 38.383°E